# AG Groep
De AG Groep was een Belgische verzekeringsmaatschappij die is opgegaan in de Fortis Groep. De AG Groep was ontstaan door een fusie tussen AG Leven en AG Brand in 1919. De naam AG Groep is vervangen door Fortis AG door het opgaan in Fortis Verzekeringen.

## Geschiedenis
In 1824 wordt de verzekeringsmaatschappij AG Leven opgericht. Vervolgens wordt in 1830 de AG Brand opgericht. Na het starten van vele andere projecten verwerft AG in 1919 het leiderschap in deze branche. Vanaf 1967 gaat het snel en worden AG Leven en AG Brand verenigd. In de daarop volgende decennia neemt de AG Groep verschillende verzekeringsmaatschappijen over.
In 1990 fuseert de Nederlandse bank VSB Groep met de Nederlandse verzekeringsmaatschappij AMEV tot AMEV/VSB 1990. In dat jaar nog treedt de AG Groep toe tot de fusie en ontstaat de Fortis Groep. In de jaren erna volgden vele overnames in de Benelux.
In 2004 werd Jean-Paul Votron, die werkzaam was bij de Amerikaanse Citigroup, naar de inmiddels veel grotere Fortis gehaald om de groep, na dalende beurskoersen, nieuw leven in te blazen. Jean-Paul Votron zorgde voor verdere internationalisering van Fortis en hij stapte in de nieuwe trend van hogere risico’s. de winstcijfers explodeerden en de beurskoersen klommen steil omhoog. Maar ook begon hij met de volledige integratie van de verschillende onderdelen in de Fortis Groep. Zo ging de AG Groep op in Fortis Verzekeringen onder de naam Fortis AG.

## Kredietcrisis
Achteraf bleek deze verhoging van de risico’s een van de oorzaken van het bijna-omvallen van Fortis eind 2008. Na het afwijzen van de deal met BNP Paribas van februari 2009 kwam er een nieuwe deal waarin Fortis Insurance Belgium voor 75 procent eigendom van de Fortis Holding zou blijven en voor 25 procent in handen van Fortis Bank, dat nu als merknaam BNP Paribas Fortis heeft.
22 juni 2009 heeft de Fortis Holding bekendgemaakt dat Fortis Insurance Belgium van naam zal veranderen in AG Insurance. Fortis holding gaat sinds 30 april als "Ageas" door het leven.